# Tongatapu (distrito)
O Distrito de Tongatapu é um distrito de Tonga. É formado por oito ilhas:
- Kolofo'ou
- Kolomotu'a
- Kolovai
- Lapaha
- Nukunuku
- Tatakamotonga
- Tongatapu
- Vaini